# (11037) Distler
(11037) Distler (1989 CD6) – planetoida z grupy pasa głównego asteroid okrążająca Słońce w ciągu 4,9 lat w średniej odległości 2,88 j.a. Odkryta 2 lutego 1989 roku.